# Karel Vilém Haugwitz
Hrabě Karel Vilém Zikmund I. z Haugvic či též z Haugwitz (německy Karl Wilhelm Sigismund von Haugwitz, 15. března 1736 Malá Obiš – 2. března 1819 Brno) byl český šlechtic z rodu Haugviců, z rodové větve pocházející ze slezské Malé Obiše (Obiszówek, německy Klein Obisch). Karel působil jako voják císařské rakouské armády, kde dosáhl hodnosti generálmajora a byl také členem zednářské lóže.

## Život

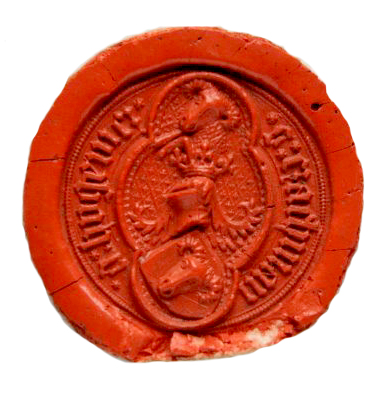
Pečeť Karl Wilhelm Sigismund Graf von Haugwitz ≈ z roku 1779

Karel Vilém Zikmund z Haugvic se narodil 15. března 1736 jako syn hraběte Jindřicha Viléma z Haugvic (1711–1758) a jeho manželky Ludoviky Justýny Barbory, hraběnky Žejdlicové ze Šenfeldu (1715–1737) v Malé Obiši ve Slezsku. 
V roce 1766 se oženil s Marií Josefou Johanou Nepomucenou, hraběnkou z Frankenbergu a Ludwigsdorfu (1744–1821), s kterou měl syny Jindřicha Viléma (1770–1842) a Evžena Viléma (1777–1867) a dcery Karolínu a Marii Josefu. Dne 7. prosince 1779 byl Karel povýšen do hraběcího stavu.
Hrabě Karel Vilém Zikmund I. z Haugvic zemřel na selhání plic dne 2. března 1819 v Brně v domě čp. 337 ve Starobrněnské ulici, pohřeb se konal o dva dny později v brněnské katedrále sv. Petra a Pavla a jeho ostatky byly uloženy do rodinné hrobky v Náměšti nad Oslavou.

## Majetky
Bedřich Vilém z Haugvic (1702–1765) odkázal svůj majetek Marii Josefě z Frankenbergu, neteři své druhé manželky. Ta se provdala za Karla Viléma, a tak panství Náměšť nad Oslavou, včetně Miroslavských Knínic připadlo jemu. Vlastnil také dům č. p. 337/232 (č. o. 8) na Starobrněnské ulici v Brně. Poprvé je uveden v roce 1779. Rokem 1785 mělo panství rodiny Haugwitzů hodnotu 376 000 zlatých, takže Karel patřil mezi dvacet nejbohatších moravských vlastníků pozemků. V roce 1794 předal správu svých panství synovi Jindřichovi.